# Vincent-HRD

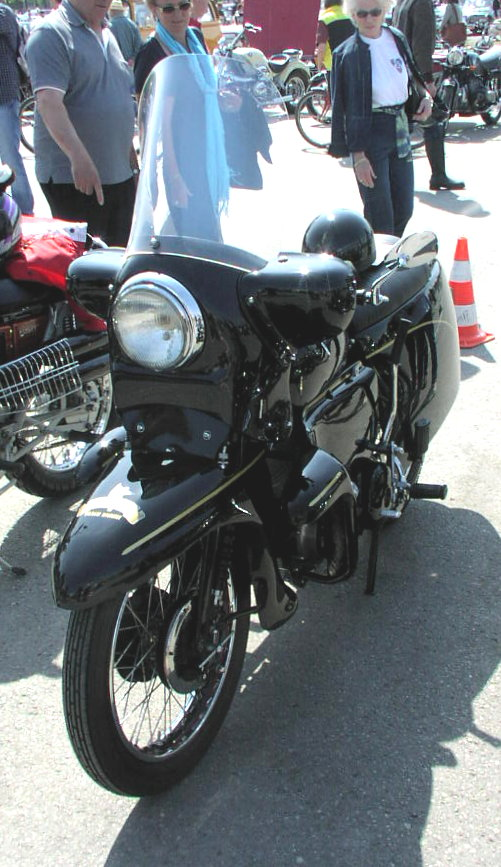
Vincent Black Prince (ca. 1955)

Vincent HRD (Vincent HRD Co., Ltd) is een Brits historische merk van motorfietsen. De merknaam was eerst "H.R.D. motors Ltd., Wolverhampton", later "OK Supreme Motors, Birmingham", "The Vincent-HRD Co. Ltd." en "Vincent Engineers (Stevenage) Ltd.", "Stevenage" (1924-1956).
Coureur Howard R. Davies richtte de fabriek op in 1924 en bouwde aanvankelijk 348- en 498 cc sport- en racemotoren met JAP-kopklepblokken. Ze waren ontwikkeld door E.J. Massey (zie Massey-Arran). In 1928 kocht Ernest Humphries van OK het merk, maar al snel werd de zaak overgenomen door Philip C. Vincent, die al in 1929 nieuwe modellen met achtervering en blokken van Villiers, Blackburne, Python (Rudge) en JAP bouwde.
De laatste HRD-modellen werden na het faillissement van Davies overgenomen door Harold Knock die ze als H&D verkocht. Vincent had al eerder bij wijze van experiment een motorfiets met MAG-blok, Moss-versnellingsbak en een Webb-vork gebouwd. Toen hij besloot zich serieus met de productie van motorfietsen te gaan bezighouden, kocht hij het merk HRD weg bij OK.
Voor de Tweede Wereldoorlog verschenen de machines nog met de merknaam HRD op de tank. Vanaf 1934 gebruikte Vincent eigen 496 cc eencilinders en vanaf 1937 de bekende 996 cc V-twins. Het merk was intussen bekend als Vincent-HRD, maar in 1950 verdwenen de letters HRD uit de merknaam, en werd de Vincent tweecilinder nog enkele jaren geproduceerd naast een 498 cc eencilinder versie. In de jaren vijftig werkte men met NSU samen. Vincent bestond tot 1956.
De merknaam van dit britse merk is later overgenomen door een Amerikaans bedrijf, zie: Vincent USA.

## Spot- en bijnamen
- Vincent (Algemeen): Vinnie
- Vincent 500 cc racer: Grey Flash
- Vincent Series-A: Plumber's Nightmare (vanwege de uitwendige olieleidingen en de vele lekkages)

## Trivia
- 1952 Vincent Black Lightning is de titel van een van de bekendste songs van Richard Thompson.

## Afbeeldingen

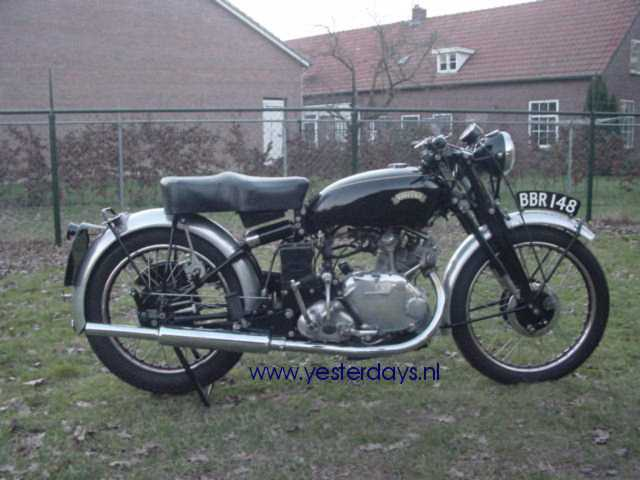
Vincent 500 cc uit 1950
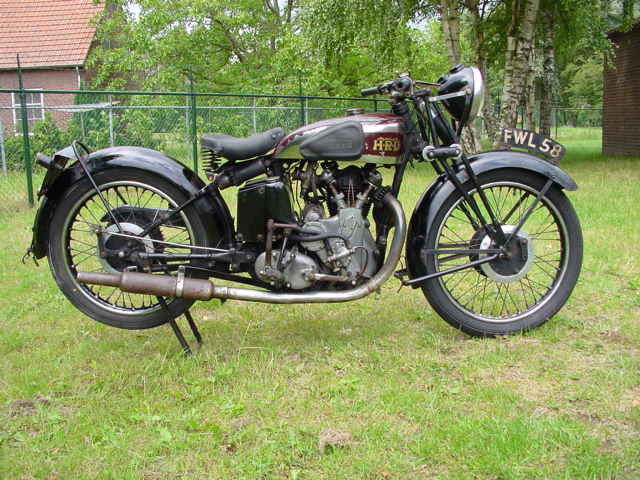
HRD Comet 500 cc 1937
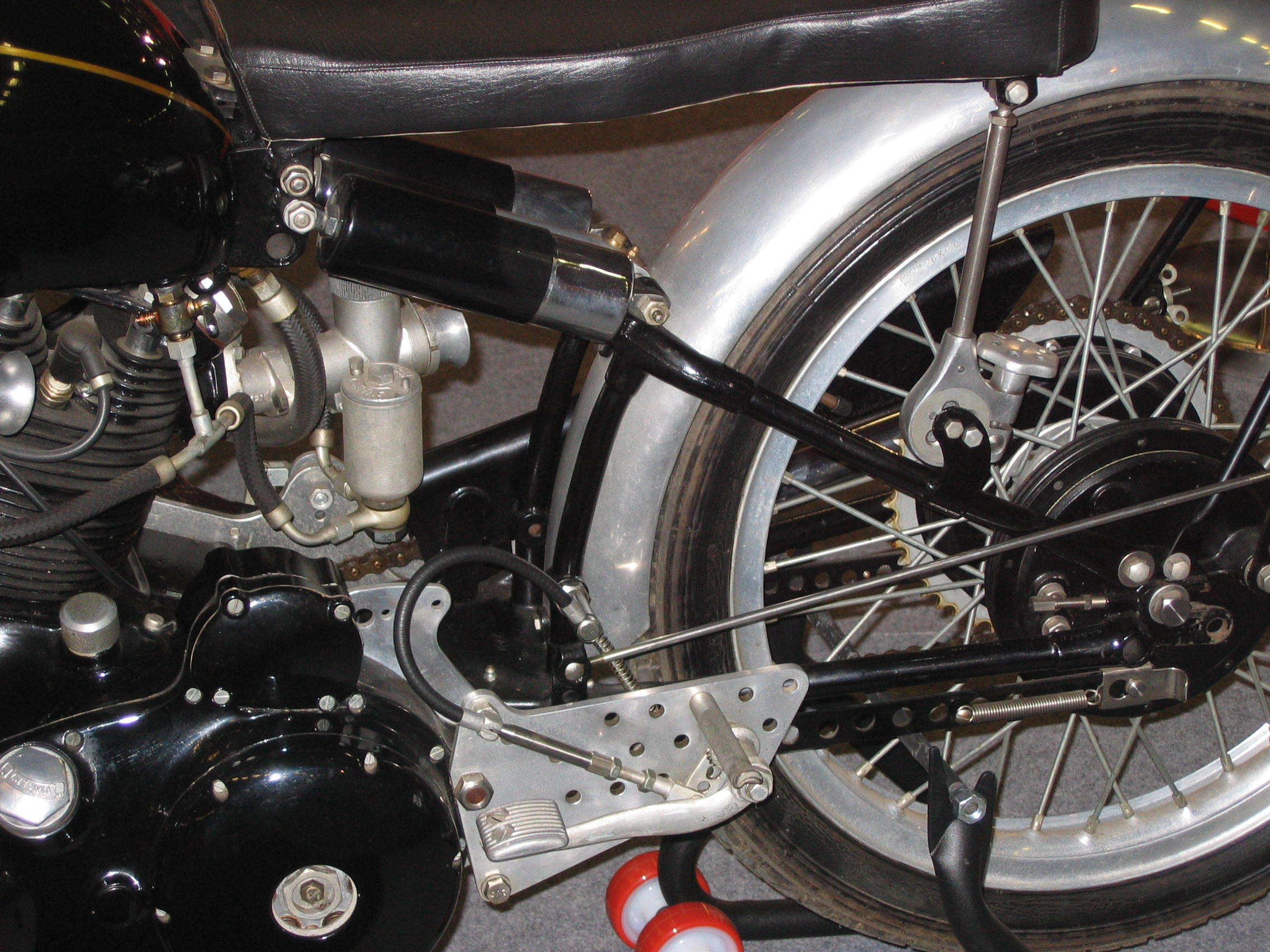
Een cantilever op een Vincent HRD.
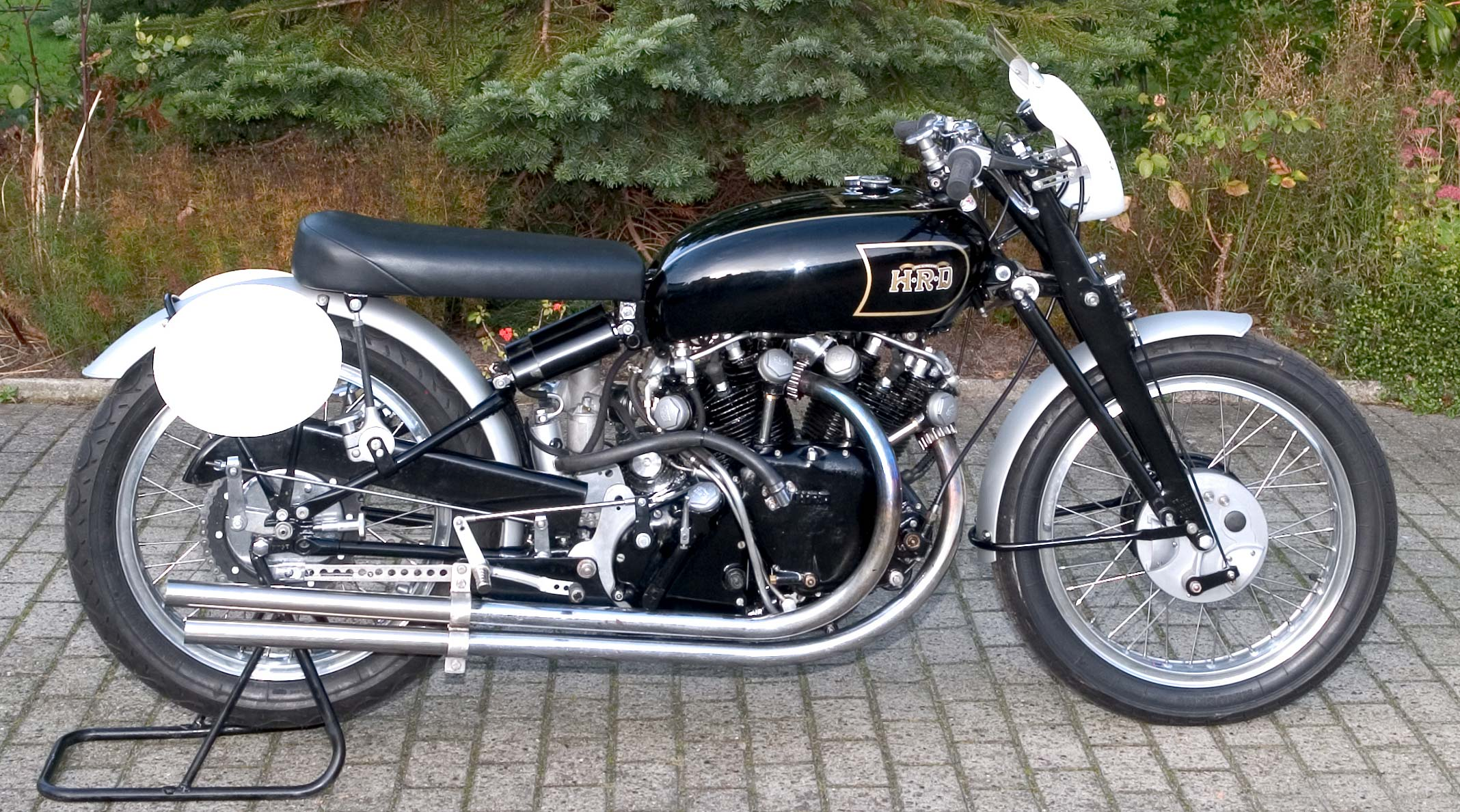
Vincent Black Lightning (waarschijnlijk een Series B uit 1949)
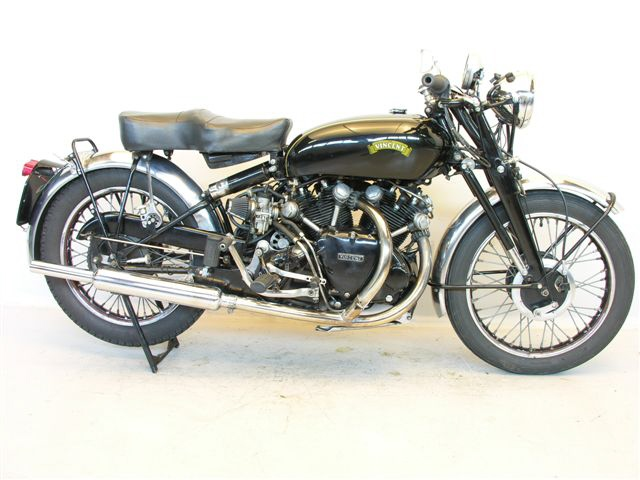
Vincent Series C Black Shadow 1950